# Noyon
Noyon, das gallo-römische Noviomagus Veromanduorum, ist eine französische Stadt mit 12.810 Einwohnern (Stand 1. Januar 2022) im Département Oise in der Region Hauts-de-France. Sie gehört zum Arrondissement Compiègne und zum Gemeindeverband Pays Noyonnais.

## Lage
Die Stadt Noyon liegt in der Nordostecke des Départements Oise am Fluss Oise, am parallel verlaufenden Oise-Seitenkanal und am Canal du Nord, 24 Kilometer nördlich von Compiègne und etwa 100 Kilometer nördlich von Paris.

## Geschichte
In der römischen Kaiserzeit wurde der Ort unter dem Namen Noviomagus gegründet und in der Spätantike mit einer Stadtmauer befestigt. Im Jahr 531 wurde Noyon Bischofssitz von Medardus. 721 starb in Noyon der Frankenkönig Chilperich II. und wurde ebenda bestattet und 768 wurde Karl der Große in Noyon zum König der Franken gekrönt. 891 wurde die Stadt von den Normannen heimgesucht. Am 3. Juli 987 wurde Hugo Capet in Noyon zum König von Frankreich gekrönt.
Um 1120 wurde der Ritter Payen de Montdidier in Noyon durch Hugo von Payns, Großmeister des Templerordens, zum ersten Provinzialmeister für die damalige Francia ernannt. Noyon war somit einer der ersten Stützpunkte der Tempelritter im heutigen Frankreich. Um 1150 wurde mit dem Bau der Kathedrale von Noyon begonnen.
Am 10. Juli 1509 wurde Johannes Calvin, der Begründer des Calvinismus, in Noyon geboren. Am 13. August 1516 schlossen Franz I. von Frankreich und Spaniens König Karl I., der spätere Kaiser Karl V., den Vertrag von Noyon, in dem Frankreich Mailand erhielt und Neapel aufgab. 1559 wurde Noyon im Frieden von Cateau-Cambrésis Frankreich zugesprochen.
Während des Ersten Weltkriegs fanden zwei Schlachten von Noyon statt: Die erste im September 1914, während der das deutsche Heer 1917 eine Frontverkürzung vornahm und die Stadt evakuierte. Im Frühjahr 1918 folgten die Eroberung und Rückeroberung der Stadt, wobei Bombardierungen durchgeführt wurden, um den deutschen Nachschub an die Front zu unterbinden, was zu erheblichen Kriegszerstörungen führte.

## Bevölkerungsentwicklung
| Jahr                       | 1962 | 1968   | 1975   | 1982   | 1990   | 1999   | 2011   | 2021   |
| -------------------------- | ---- | ------ | ------ | ------ | ------ | ------ | ------ | ------ |
| Einwohner                  | 9317 | 11.603 | 13.889 | 14.041 | 14.426 | 14.471 | 13.593 | 12.978 |
| Quellen: Cassini und INSEE |      |        |        |        |        |        |        |        |

## Sehenswürdigkeiten
- Kathedrale Notre-Dame von Noyon: Gotisch, mit einer mächtigen Doppelturmfassade aus dem 14. Jahrhundert, Monument historique
- Kreuzgang und Kapitelsaal des zugehörigen Klosters aus dem 13. Jahrhundert, und einer Bibliothek aus dem frühen 16. Jahrhundert
- Musée Jean Calvin: das Calvin-Museum befindet sich im 1927 bis 1930 wieder aufgebauten Geburtshaus des Reformators
- Musée du Noyonnais: Das kommunale Museum befindet sich im ehemaligen Bischofspalast, einem Gebäude aus dem 16. und 17. Jahrhundert
- Brunnen Fontaine du Dauphin:  errichtet 1771
- Hôtel de Ville: Rathaus aus den Jahren von 1485 bis 1523
- vier Wassertürme

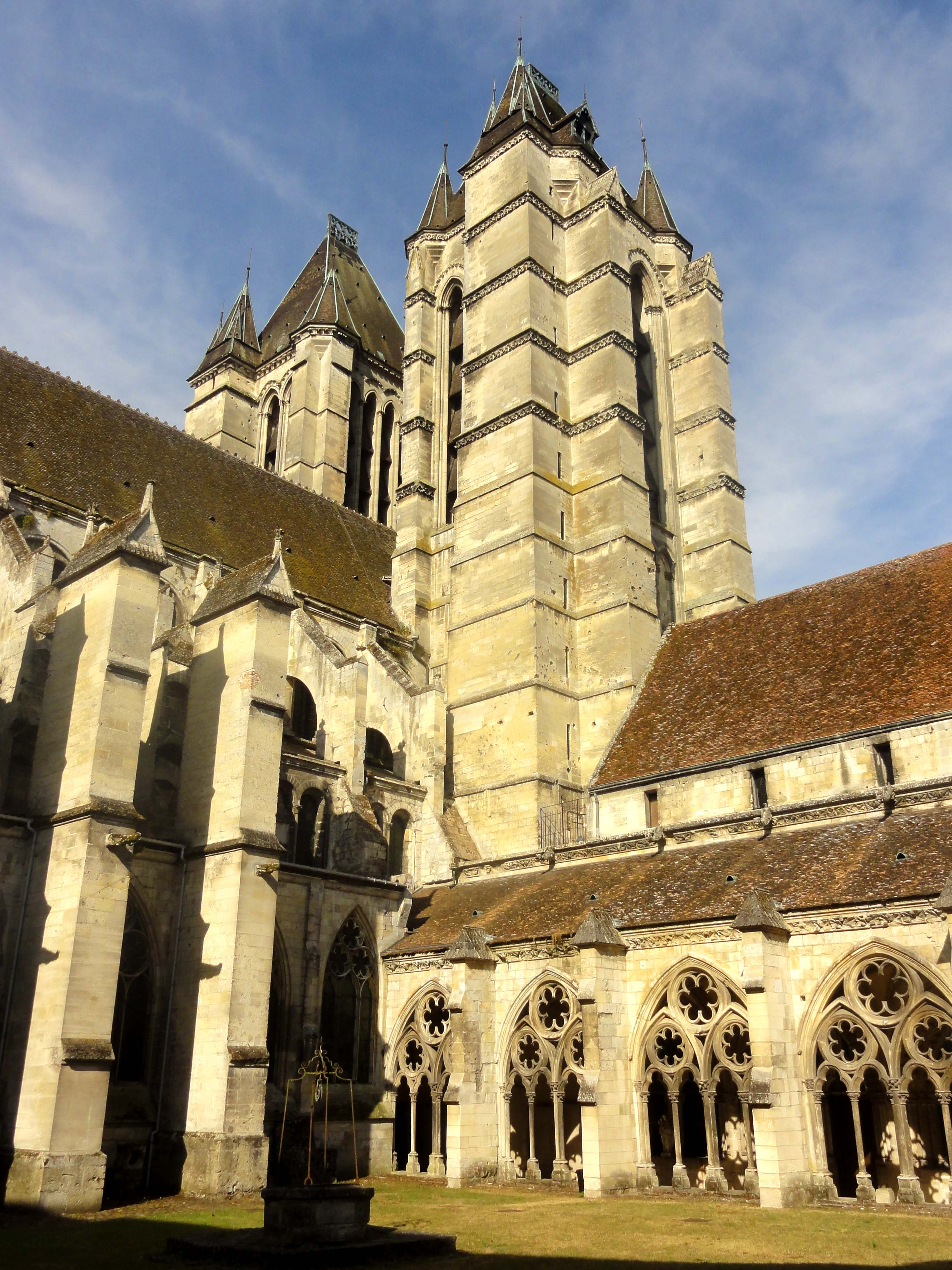
Kathedrale Notre-Dame
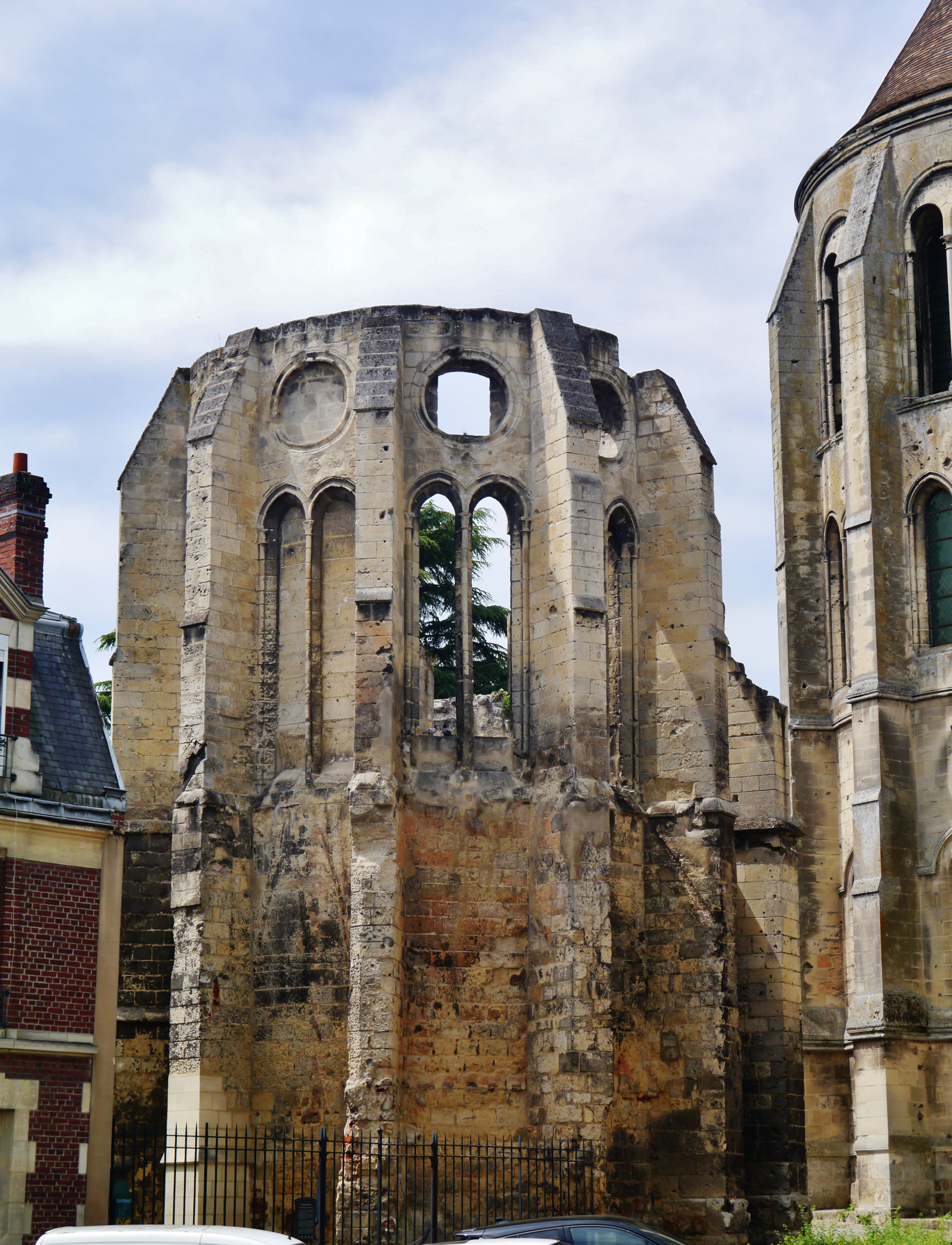
Ehemalige Bischofskapelle der 'Kathedrale
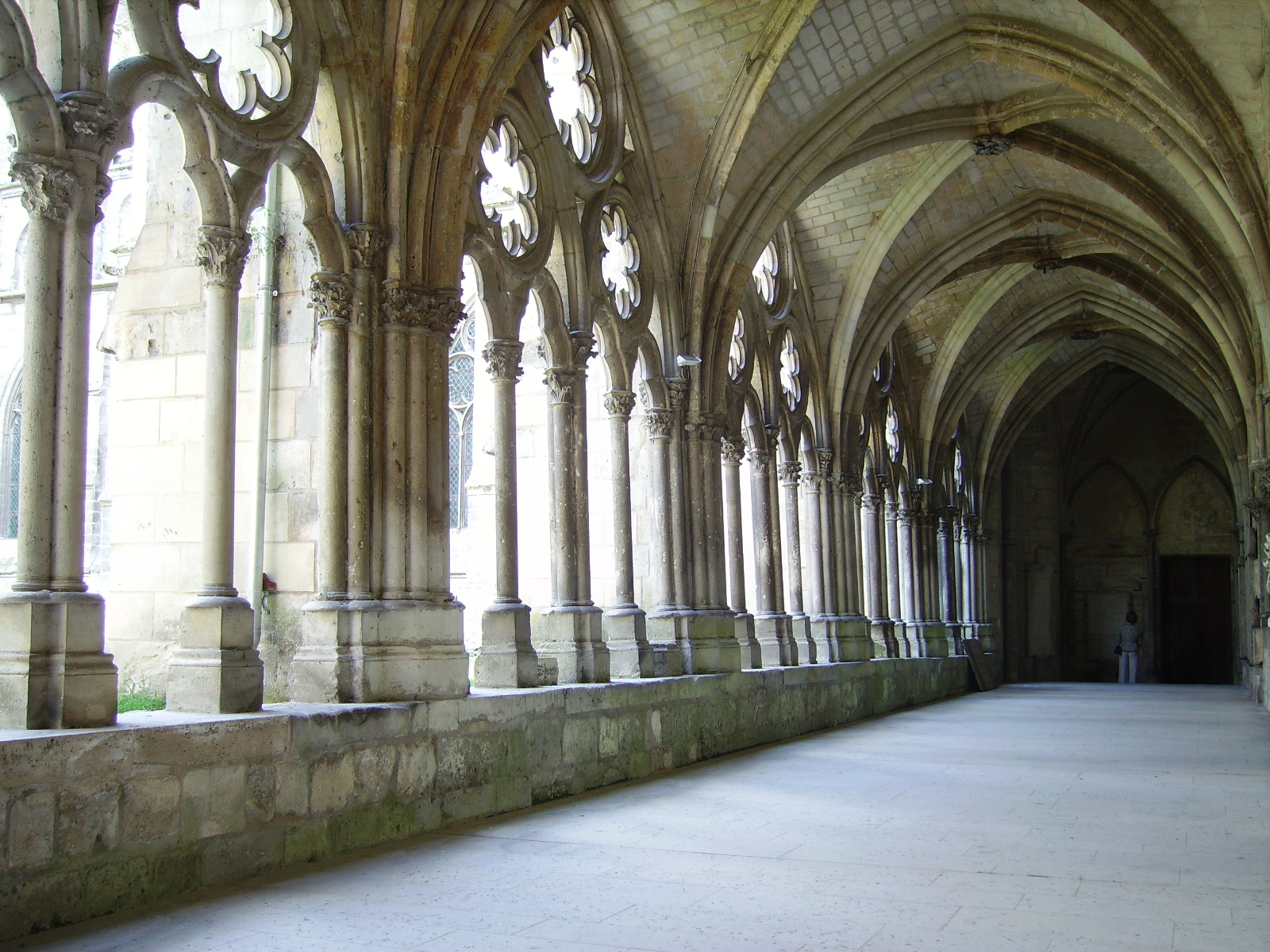
Kreuzgang des Klosters Saint-Éloi
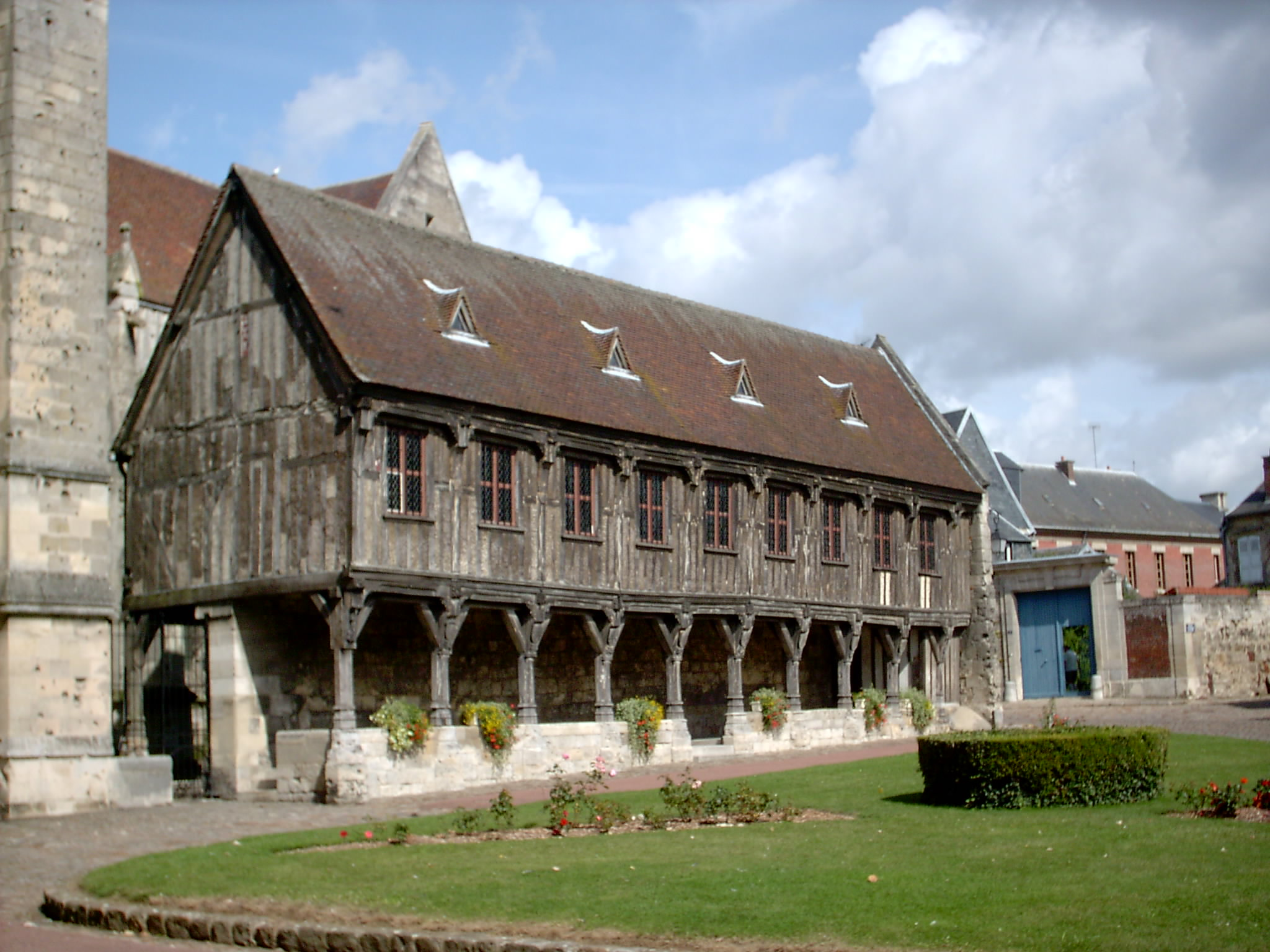
Kapitelbibliothek von Noyon
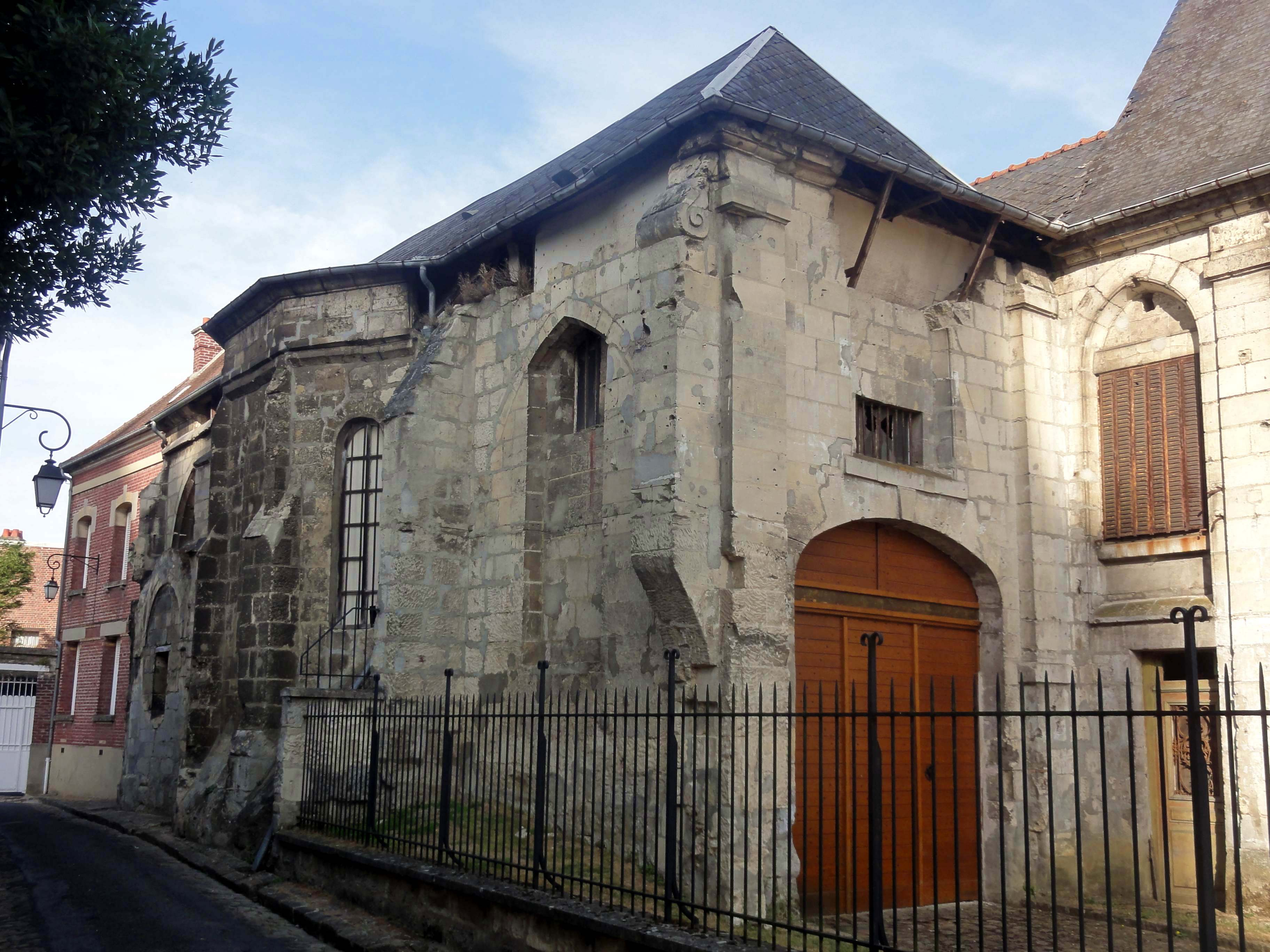
Ehemalige Kirche Sainte-Marie-Madeleine
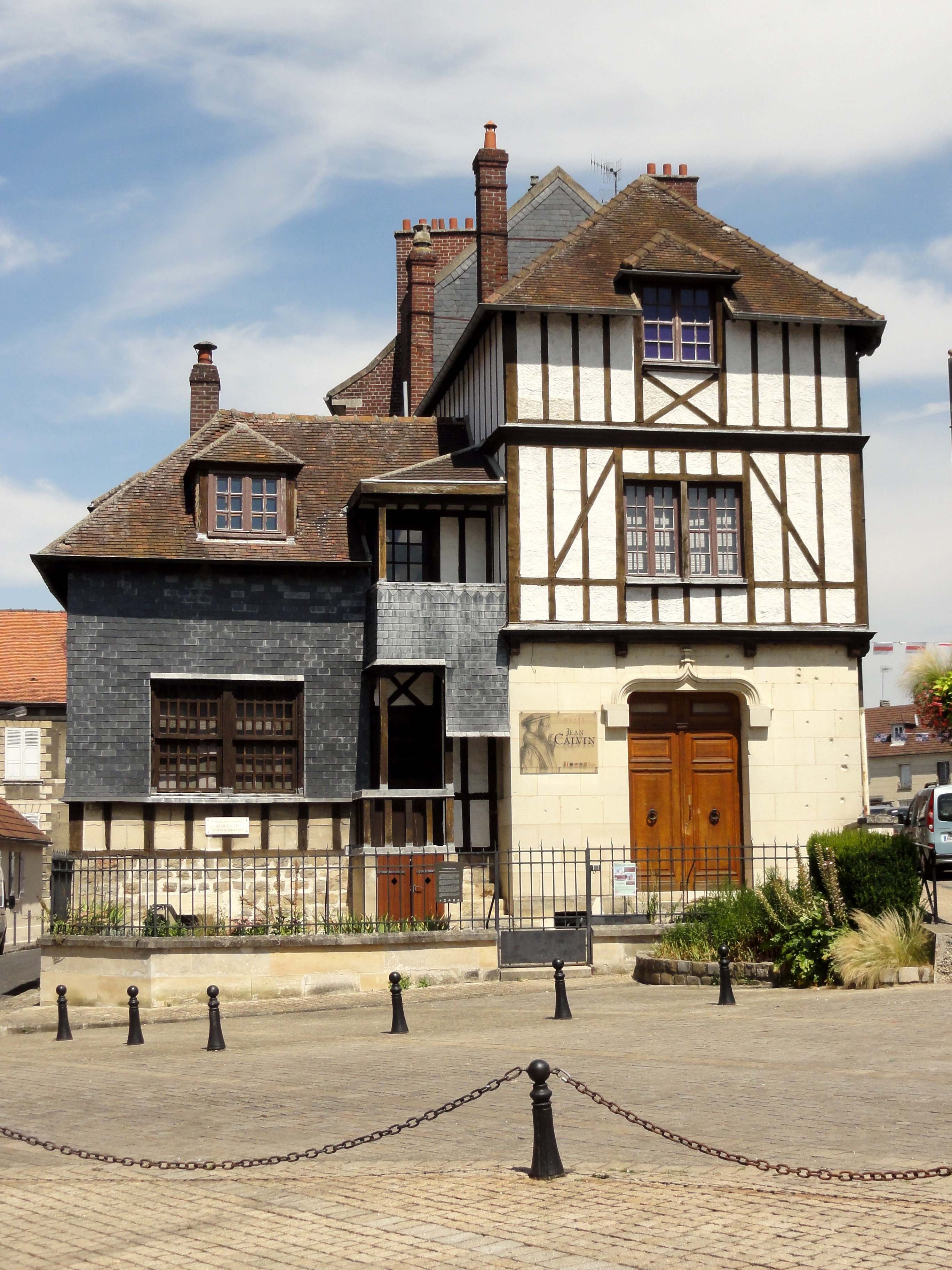
Calvin-Museum
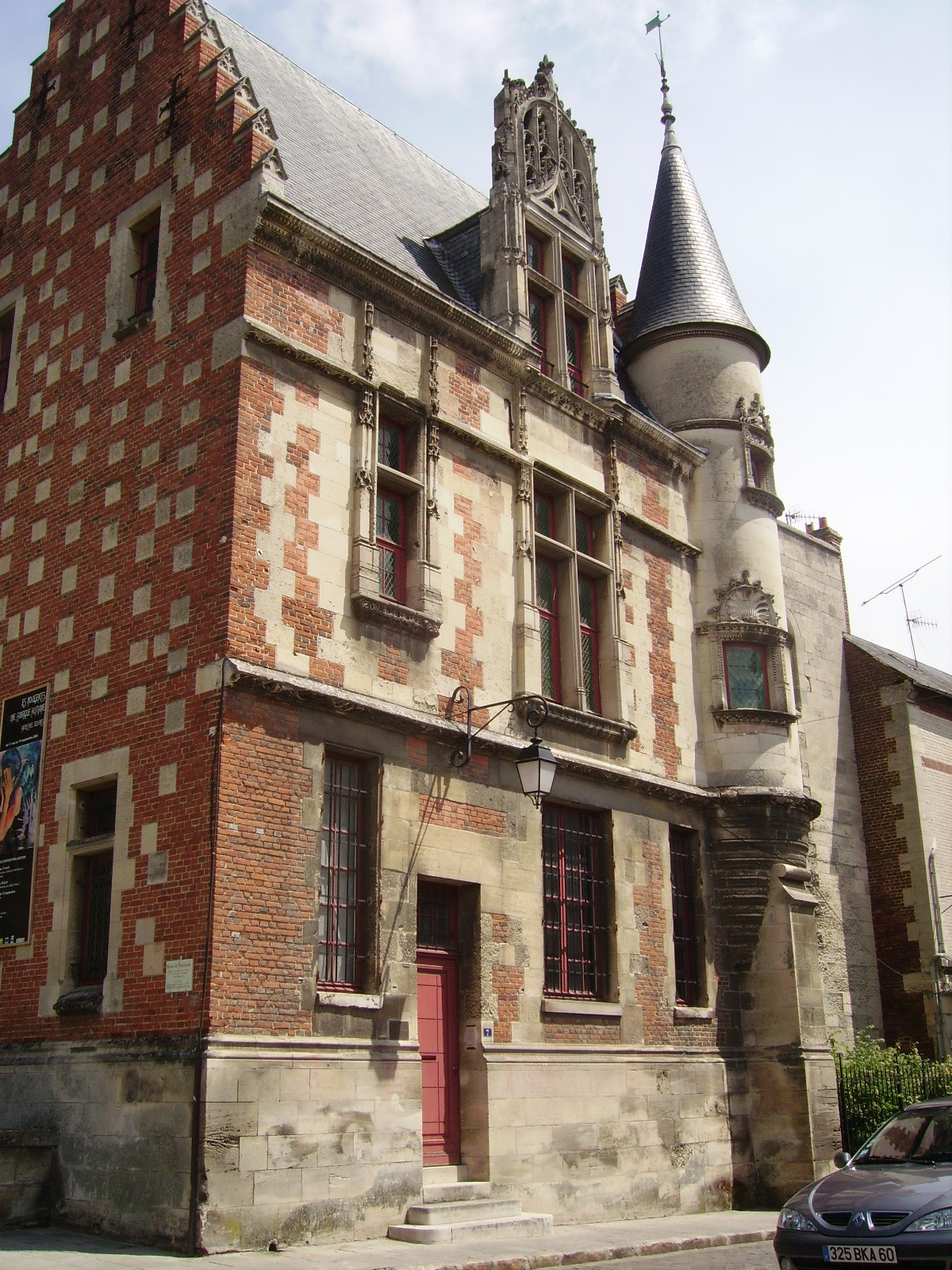
Kommunales Museum im ehemaligen Bischofspalast
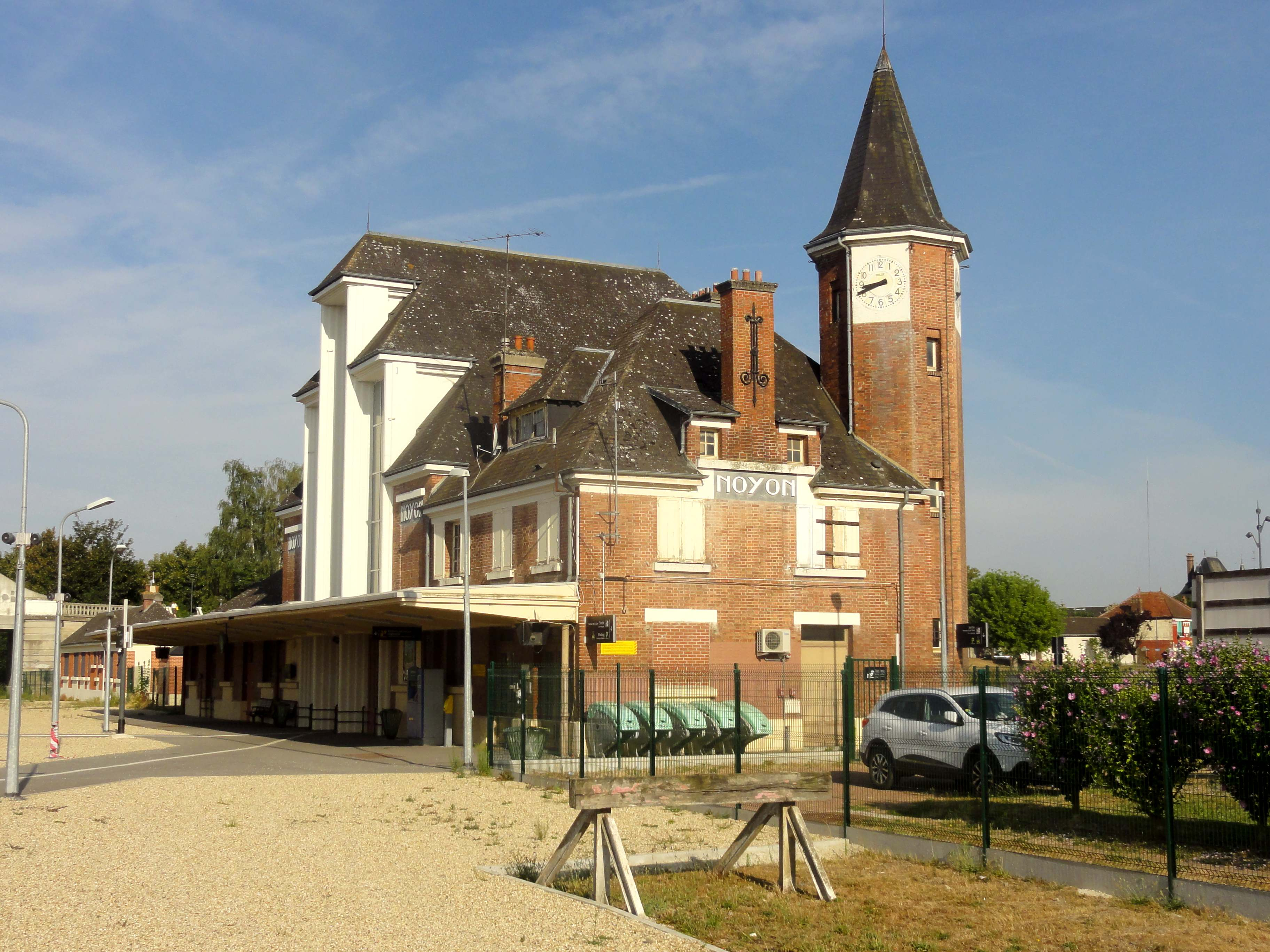
Bahnhof Noyon
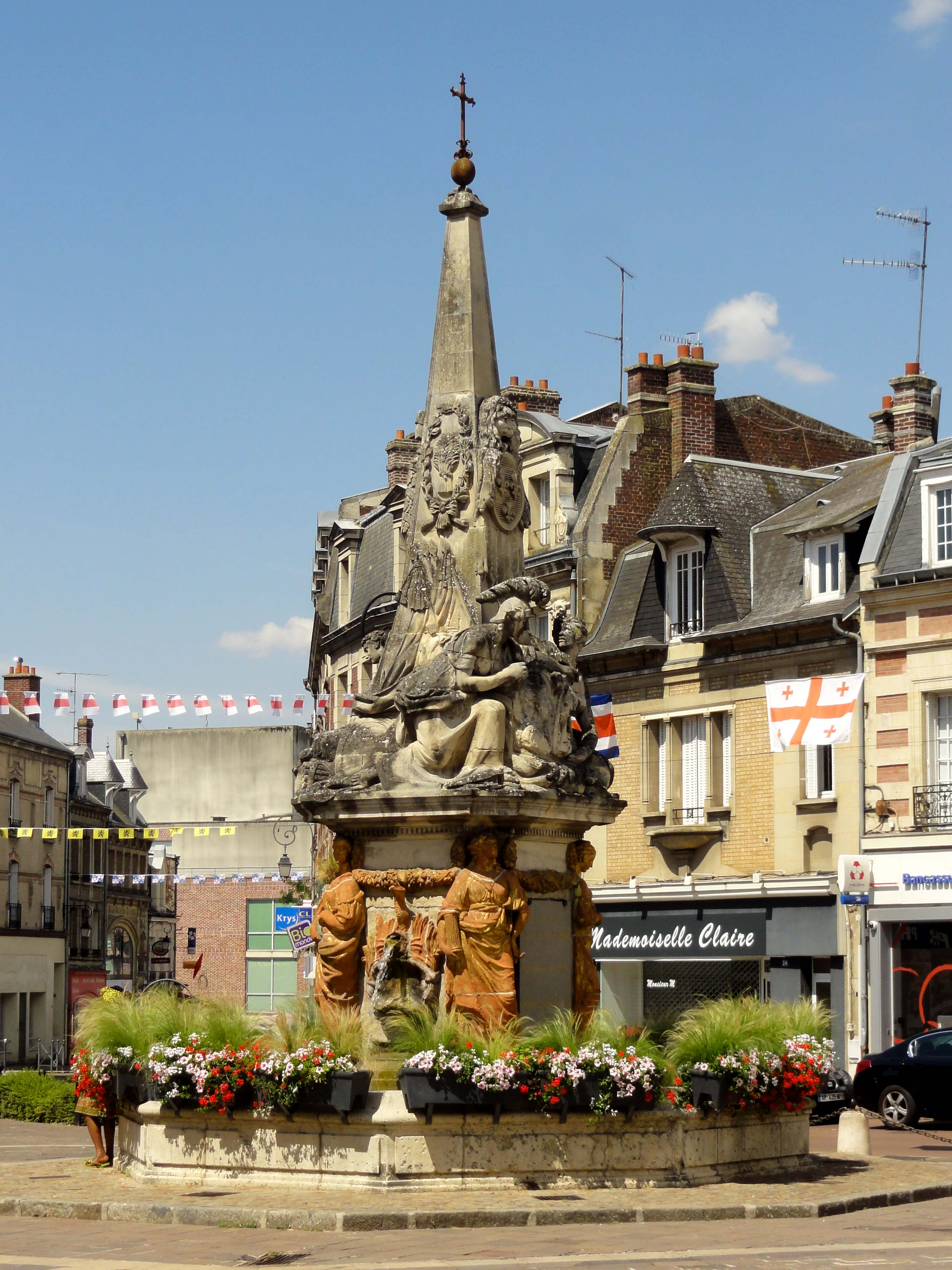
Dauphin-Brunnen an der Place Bertrand-Labarre
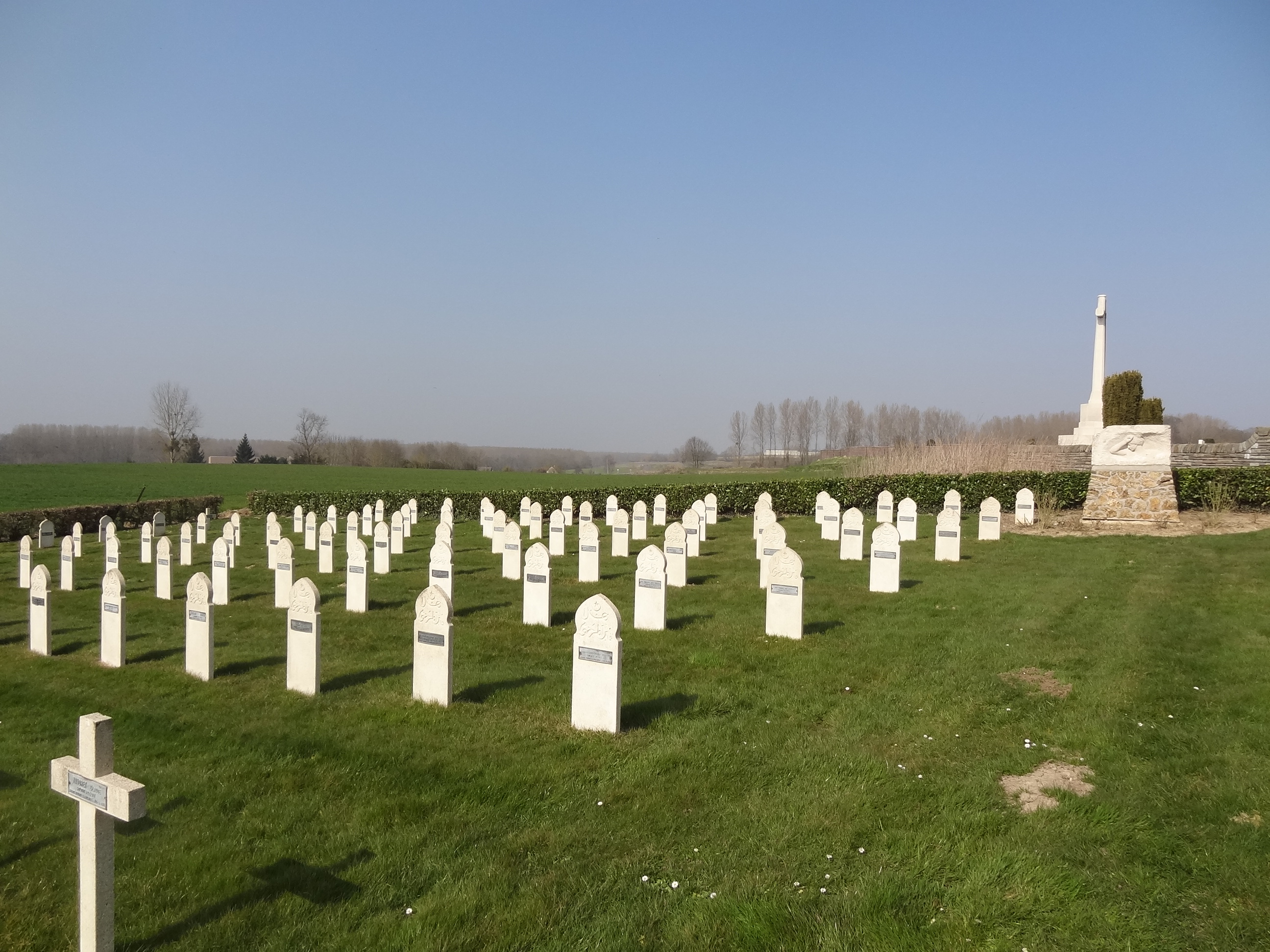
Französischer Soldatenfriedhof

## Städtepartnerschaften
- Metzingen, Baden-Württemberg, Deutschland
- Hexham, Nordengland, Vereinigtes Königreich

## Persönlichkeiten
- Pierre-Robert Olivétan (um 1506–1538), reformierter Theologe und Bibelübersetzer
- Jean Calvin (1509–1564), Reformator französischer Abstammung, Begründer des Calvinismus
- Jacques Sarazin (1592–1660), Bildhauer des Barock
- François de Maucroix (1619–1708), Dichter und Literat
- François-Philippe Gourdin (1739–1825), Benediktiner, Gelehrter, Schriftsteller und Bibliothekar
- Alfred Donné (1801–1878), Arzt und Erstbeschreiber der Leukämie[1]
- Laurent Derache (* 1987), Jazzmusiker
- Lucie Wargnier (* 1999), Tennisspielerin
- Liste der Bischöfe von Noyon